# Folinska kiselina
{{Drugbox-lat
| Verifiedfields = 
| verifiedrevid = 470454241
| IUPAC_name = (2S)-2-{[4-[(2-amino-5-formil-4-okso-5,6,7,8-
tetrahidro-1H-pteridin-6-il)metilamino]
benzoil]amino}pentanedionska kiselina
| image = Folinic acid.svg
| width =
| image2 =
| width2 =
| tradename =  
| Drugs.com = Монографија
| pregnancy_AU = A
| pregnancy_US = C
| legal_status = Rx-only
| routes_of_administration = Intravenozno, oralno
| bioavailability = zavisno od doze
| protein_bound = ~15%
| metabolism =  
| elimination_half-life = 6,2 sata
| excretion = Urinarno
| CAS_number_Ref =  
| CAS_number = 1492-18-8
| ATC_prefix = V03
| ATC_suffix = AF03
| PubChem = 6006
| IUPHAR_ligand =
| DrugBank_Ref =  
```
| DrugBank = DB00650
```

| ChemSpiderID_Ref =  
| ChemSpiderID = 5784
| UNII_Ref =  
| UNII = RPR1R4C0P4
| ChEMBL_Ref =  
| ChEMBL = 1679
| C=20 | H=23 | N=7 | O=7 
| molecular_weight = 473,44 g/mol
| smiles = O=C(O)[C@@H](NC(=O)c1ccc(cc1)NCC3N(/C2=C(/N/C(=N\C2=O)N)NC3)C=O)CCC(=O)O
| StdInChI_Ref =  
| StdInChI = 1S/C20H23N7O7/c21-20-25-16-15(18(32)26-20)27(9-28)12(8-23-16)7-22-11-3-1-10(2-4-11)17(31)24-13(19(33)34)5-6-14(29)30/h1-4,9,12-13,22H,5-8H2,(H,24,31)(H,29,30)(H,33,34)(H4,21,23,25,26,32)/t12?,13-/m0/s1
| StdInChIKey_Ref =  
| StdInChIKey = VVIAGPKUTFNRDU-ABLWVSNPSA-N
}}
Folinska kiselina (leukovorin) je pomoćni lek koji se koristi u hemoterapiji kancera primenom leka metotreksata. 
Foliniska kiselina se generalno dozira kao kalcijum ili natrijum folinat (ili leukovorin kalcijum/natrijum). Ona se takođe koristi u kombinaciji sa hemoterapijskim agensom 5-fluorouracil.
Levofolininska kiselina i njene soli su enantiočisti lekovi (u ovom slučaju, levo forma). Oni su biološki aktivna forma folinske kiseline.
Foliniska kiselina je okrivena 1948. kao citrovorum faktor i povremeno se još uvek koristi pod tim imenom. Folinska kiselina se razlikuje od folne kiseline (Vitamina B9). Folinska kiselina je provitamin folne kiseline, i ima punu aktivnost tog vitamina.

## Spoljašnje veze
|  | Molimo Vas, obratite pažnju na važno upozorenje u vezi sa temama iz oblasti medicine (zdravlja). |